# Rennweg (metropolitana di Norimberga)
La stazione di Rennweg è una stazione della metropolitana di Norimberga, servita dalla linea U2.

## Storia
La stazione di Rennweg venne attivata il 22 maggio 1993, come parte della tratta da Rathenauplatz a Schoppershof.